# Mercedes-Benz F700
Mercedes-Benz F700 — большой 4-местный концепт-кар с экспериментальным экономичным бензино-дизельным двигателем, показанный в 2007 году во Франкфуртском автосалоне немецкой компанией Mercedes-Benz.

## Описание
По задумке инженеров компании Mercedes-Benz концепт-кар F700 представлял будущее седана премиум-класса. В нём отражены новаторские подходы и технологии, экономично использующие топливные ресурсы, защищающие окружающую среду и предоставляющие водителю и пассажирам комфортное передвижение.
Дизайн нового автомобиля черпался у самой природы и был разработан на студии новых разработок Mercedes-Benz в Ирвайне, Калифорния. По словам разработчиков они вдохновлялись наблюдением динамики движения рыб в водном потоке, что и легло в основу конструкции кузова. Подобный подход уже применялся в автомобиле 2005 года Mercedes-Benz Bionic. Отличительными чертами F700 стали передние крылья, основанные на тех, что применялись в Mercedes-Benz S-класс того времени, плавные боковые юбки и утопленные дверные ручки. Люминесцентные полосы на колесных арках подчёркивают контуры автомобиля и размер шин, в то время как прозрачная крышка над задними колёсами повышает аэродинамическую эффективность.
Основной новинкой автомобиля стал силовой агрегат DiesOtto с непосредственным впрыском и изменяемой степенью сжатия, сочетающий преимущества низкого выброса загрязняющих веществ бензиновых двигателей с экономичностью дизельного топлива. Благодаря гомогенному сгоранию при реакции на низких температурах, выбросы оксидов азота были сведены к минимуму. Кроме того было уменьшено количество цилиндров двигателя, что также повлияло на эффективность расхода топлива. На старте и полной нагрузке двигатель работает с воспламенением горючей смеси от искры, как бензиновый, на частичных нагрузках — с воспламенением горючей смеси от сжатия, как дизельный. 4-цилиндровый двигатель концепт-кара обладает объёмом в 1799 см3, однако обеспечивает типичную для седанов премиум-класса производительность, выдавая мощность в 175 кВт (238 л. с.). Помимо основного агрегата на автомобиль установлен электрический двигатель мощностью 15 кВт (20 л. с.). Двухступенчатый турбокомпрессор повышает реакцию автомобиля и выдаёт высокий крутящий момент в 400 Н·м. Благодаря этому Mercedes-Benz F700 разгоняется до 100 км/ч за 7.5 секунд. Максимальная скорость ограничена электроникой на отметке в 200 км/ч.
Автомобиль, соответствующий по размерам представителям S-класса, потребляет на 100 км всего 5,31 л. топлива и соответствует нормам выхлопа Евро-6. Выброс CO2 составляет 127 грамм.

### Активная подвеска
По словам представителей компании, инженеры Mercedes-Benz сделали шаг в будущее, разработав новый концепт подвески в автомобиле F700. Активная подвеска с системой PRE-SCAN не только чутко реагирует на неровные участки дорожного покрытия, но также и функционирует в упреждающей манере. Система использует два лазерных датчика в фарах, которые производят точную оценку состояния дороги. Исходя из полученных данных, блок управления вычисляет параметры для активной настройки подвески автомобиля для того, чтобы обеспечить высокий уровень комфорта.
Подобный подход был представлен в автомобиле W222 S-класса в 2013 году как система Magic Body Control.

### Servo-HMI
Инженерами компании с целью улучшения физиологической безопасности была разработана совершенно новая технология Servo-HMI (англ. Servo-Human-Machine Interface), которая уменьшает утомляемость глаз, увеличивая расстояние до экрана. Информация об управлении и двигателе автомобиля отображается на нижнем краю ветрового стекла подальше от водителя. Таким образом глаза водителя более не устают от постоянного смещения фокуса с близко расположенной приборной панель к обзору дороги, как это происходит в обычном автомобиле.

### Avatar
Панель управления автомобиля автоматически распознает, кто ею оперирует — водитель или пассажир — и, соответственно, активизирует необходимые функции на левой или правой стороне. Для более сложных функций была создана инновационная поддержка, представляющая собой виртуального помощника, известного Avatar в компьютерном сленге. В F700 данная технология по умолчанию представлена в образе молодой женщины (однако может быть изменена в зависимости от культурных предпочтений или страны по желанию). Она участвует в диалоге с водителем, запрашивая пункт назначения для навигации, например, или подтверждения голосового ввода. Функция голосового управления автомобиля расширяема. Данная система может получить доступ к онлайн базам данных через интернет-связь на борту автомобиля, сделать новые записи в календаре или читать важные письма. Одна из основных идей системы Avatar — повышение безопасности автомобиля.

## Технологические новшества
Инновационные технологии, применённые в концепт-каре F700:
- Активная подвеска с системой PRE-SCAN
- Двери с системой PRE-SCAN — датчики в боковых зеркалах отслеживают препятствия в радиусе открывания дверей
- Концепция управления Servo-HMI
- Инновационный, гибкий и объёмный интерьер
- Светодиодные фары с линзовой технологией и дневные ходовые огни
- Реверсивные задние сидения — индивидуальная настройка положения сидений вплоть до поворота против движения
- Контурная подсветка всего кузова автомобиля
- LCD дисплей размером 51 сантиметр с 3D-технологией и системой объёмного звучания
- Распознавание речи при помощи виртуального помощника (Avatar)

## Галерея

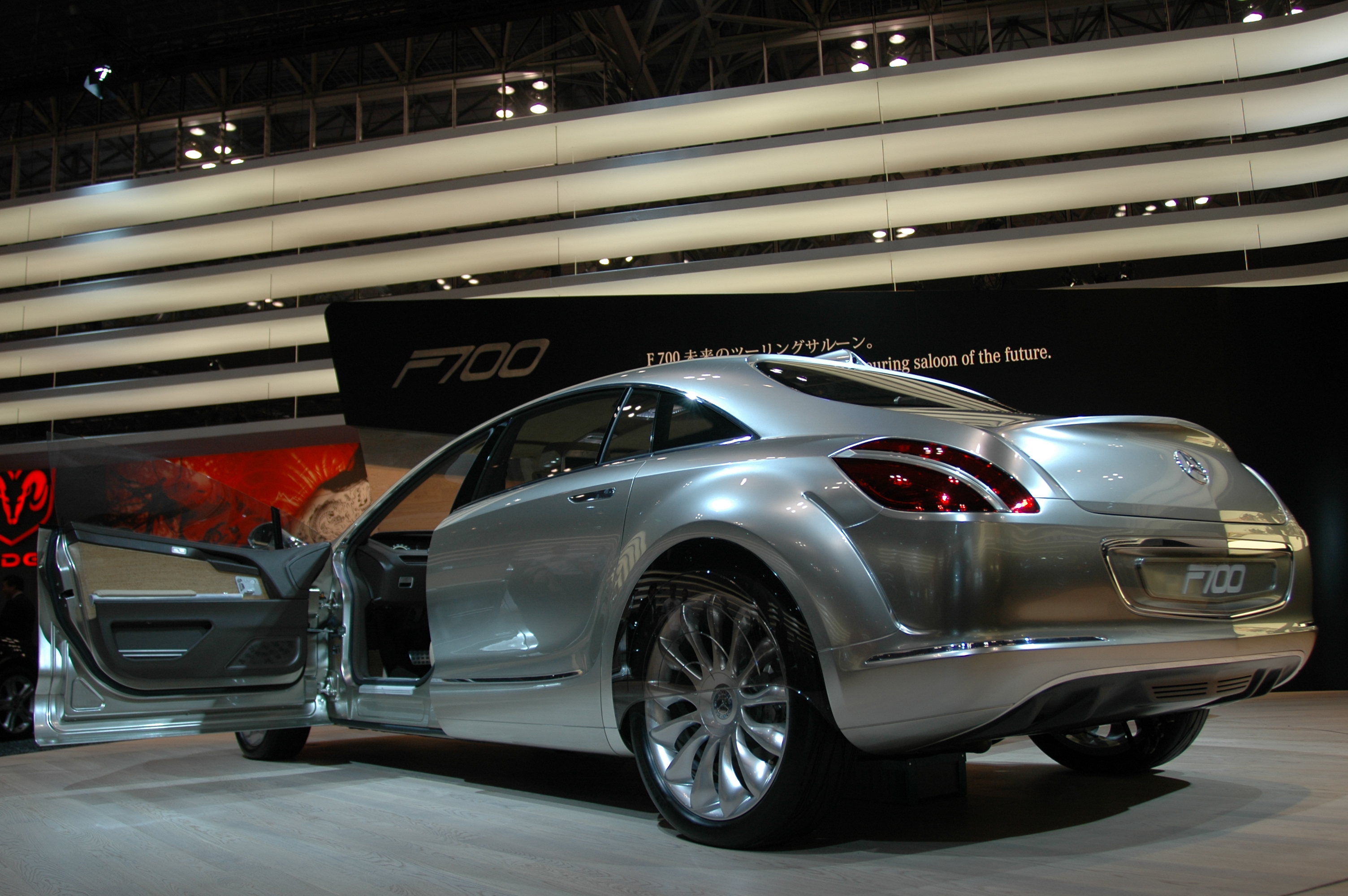
Mercedes-Benz F700
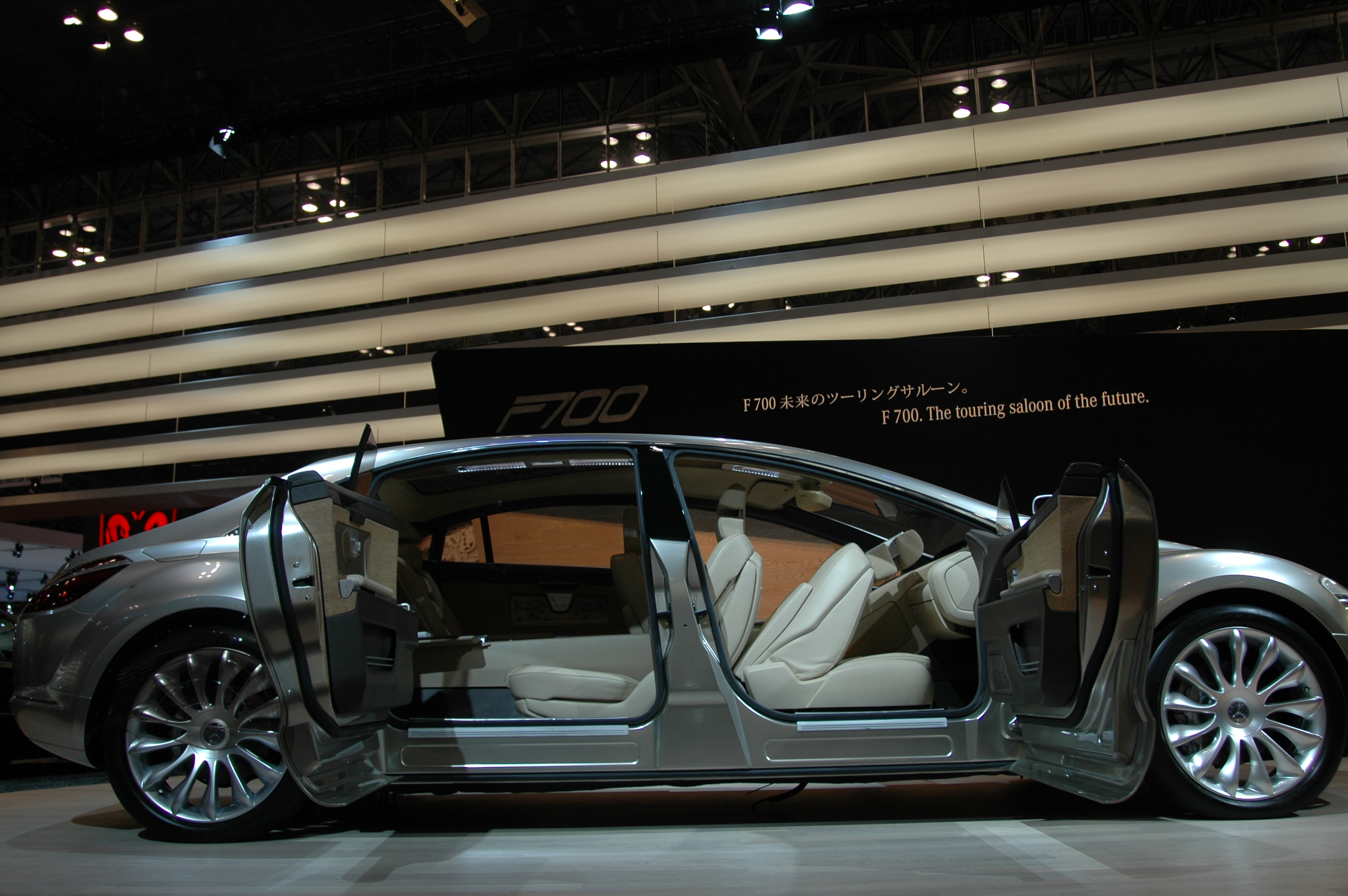
Mercedes-Benz F700, вид сбоку
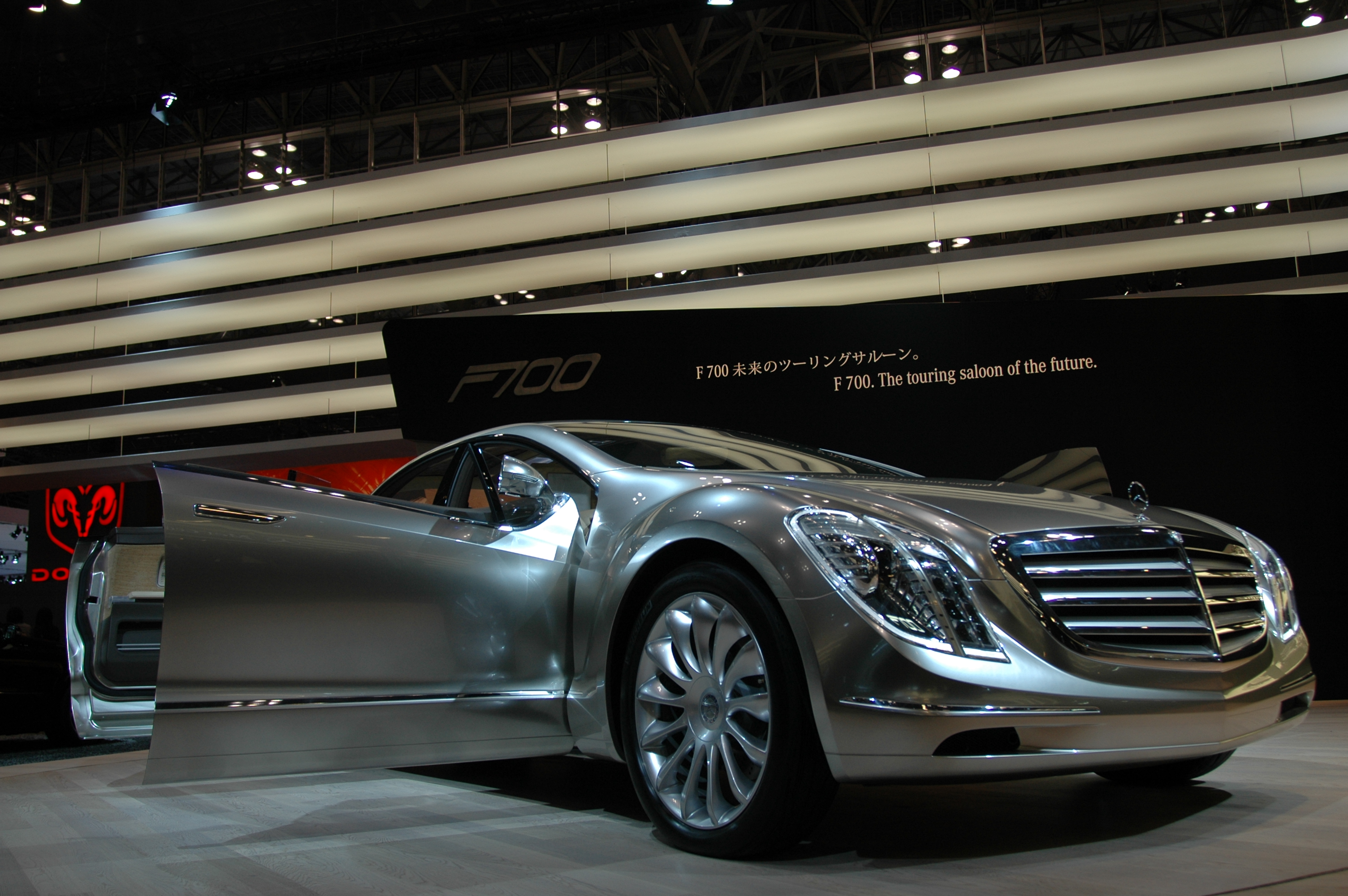
Mercedes-Benz F700
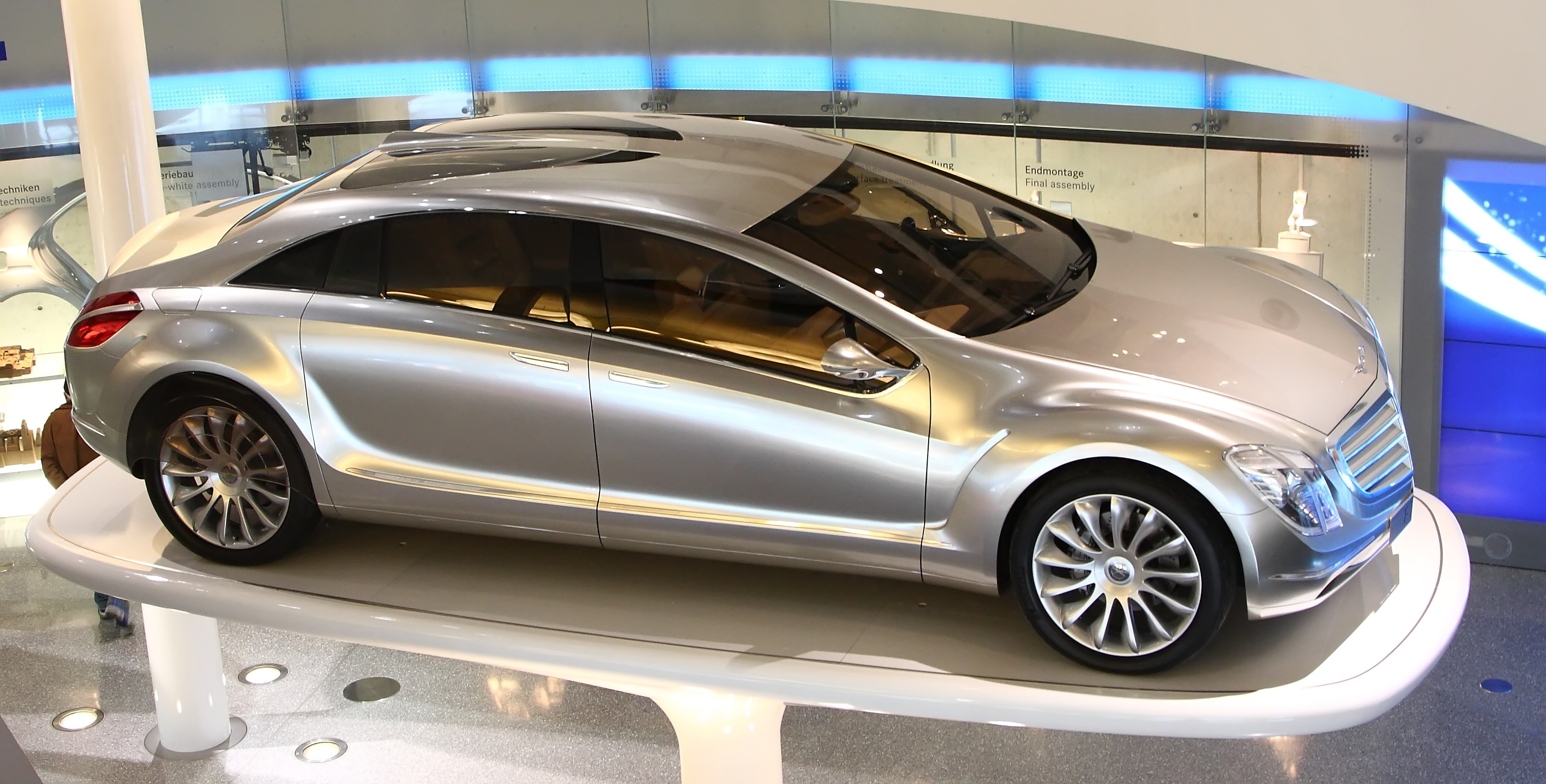
Mercedes-Benz F700
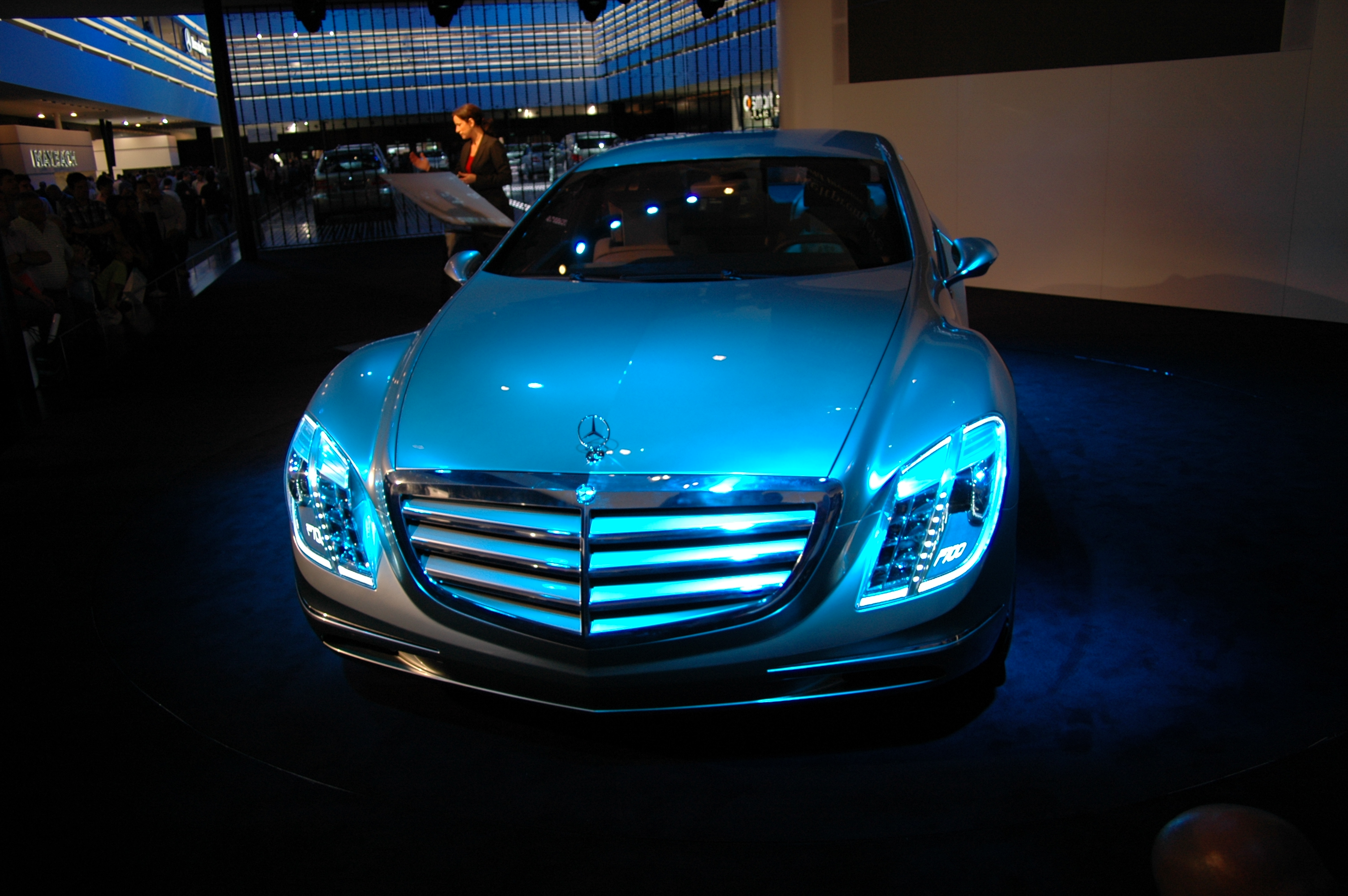
Mercedes-Benz F700
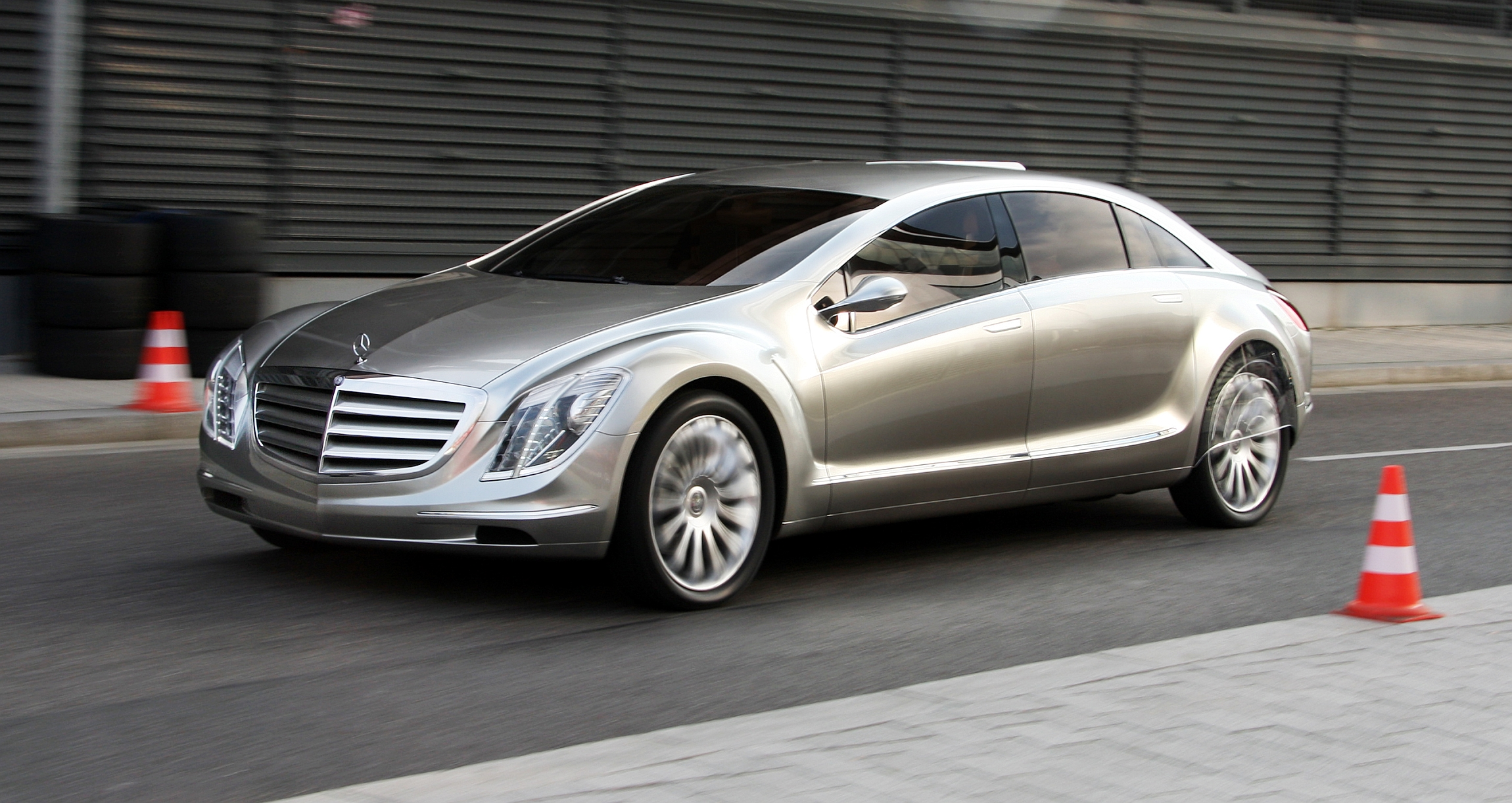
Mercedes-Benz F700
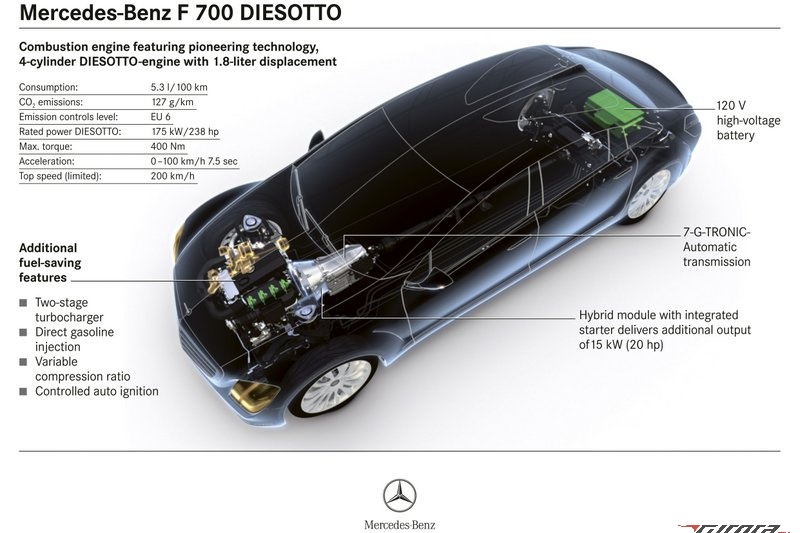
Устройство двигателя F700 DiesOtto